# Kinesisk poppel
Kinesisk poppel (Populus simonii) är en videväxtart som beskrevs av Élie Abel Carrière. Enligt Catalogue of Life ingår Kinesisk poppel i släktet popplar och familjen videväxter, men enligt Dyntaxa är tillhörigheten istället släktet popplar och familjen videväxter. Arten förekommer tillfälligt i Sverige, men reproducerar sig inte.

## Underarter
Arten delas in i följande underarter:
- P. s. latifolia
- P. s. liaotungensis
- P. s. rotundifolia
- P. s. tsinlingensis